# Zoologická zahrada Olomouc
Zoologická zahrada Olomouc byla pro veřejnost otevřena v roce 1956. Na ploše 42,5 ha chová na 1861 kusů zvířat v 354 druzích. Rozprostírá se v lesích v podhůří Nízkého Jeseníku, v místní části krajského města Olomouc – na Svatém Kopečku a je lehce dostupná MHD. Zájmu návštěvníků se těší především šest pavilonů (pavilon žiraf, opic, šelem, netopýrů, levhartů mandžuských a jihoamerický pavilon), ale i společný výběh medvědů a vlků, průchozí výběh klokanů, mořská akvária nebo Euroasijské safari. Pro děti je přímo v areálu umístěno dětské hřiště a lanové centrum Lanáček. Blízký kontakt se zvířaty je dětem umožněn ve výběhu ovcí, králíků zakrslých, koz a lam. Zoo je otevřena celoročně.

## Historie zoo

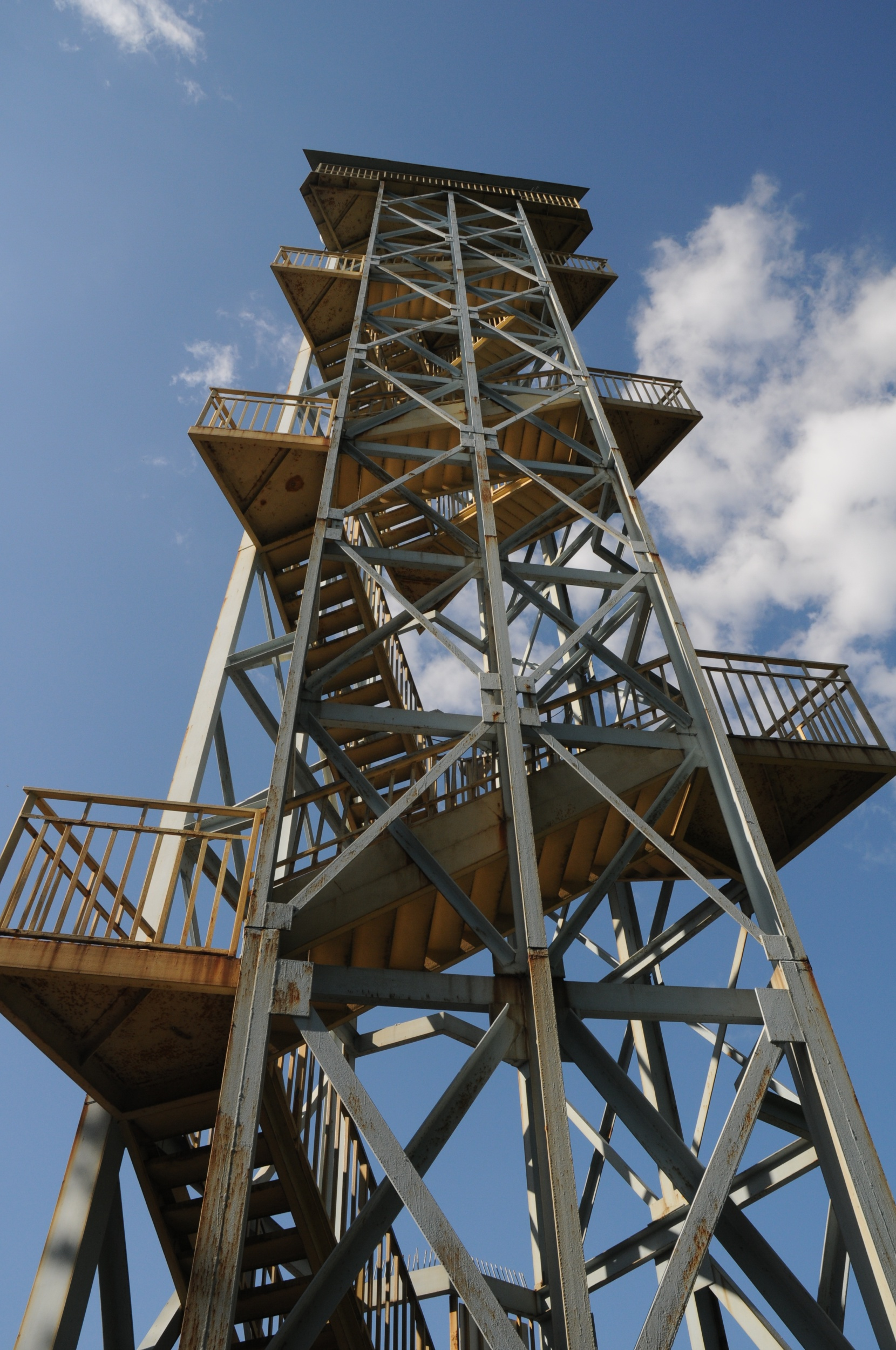
Vyhlídková věž

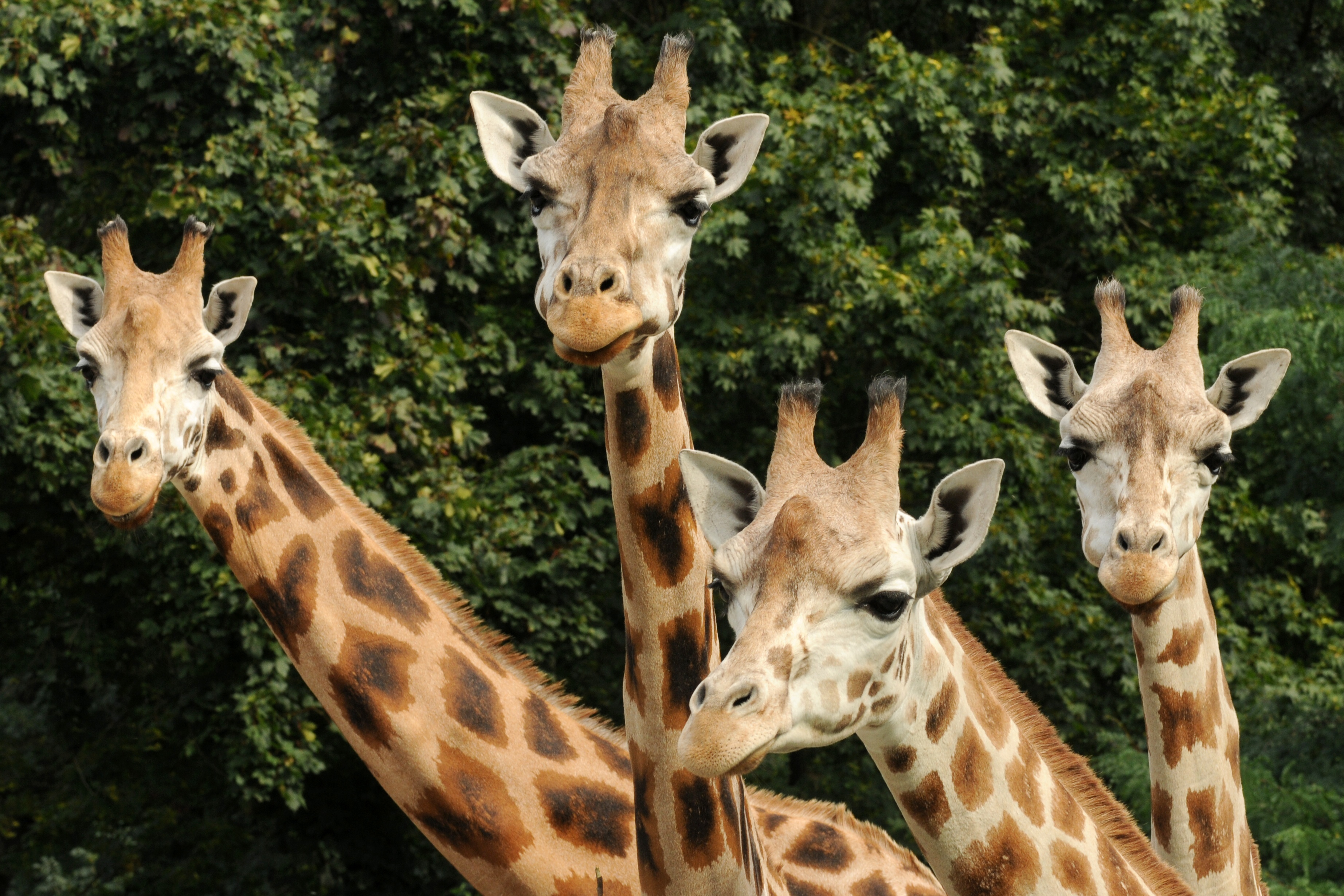
Žirafy v Zoo Olomouc

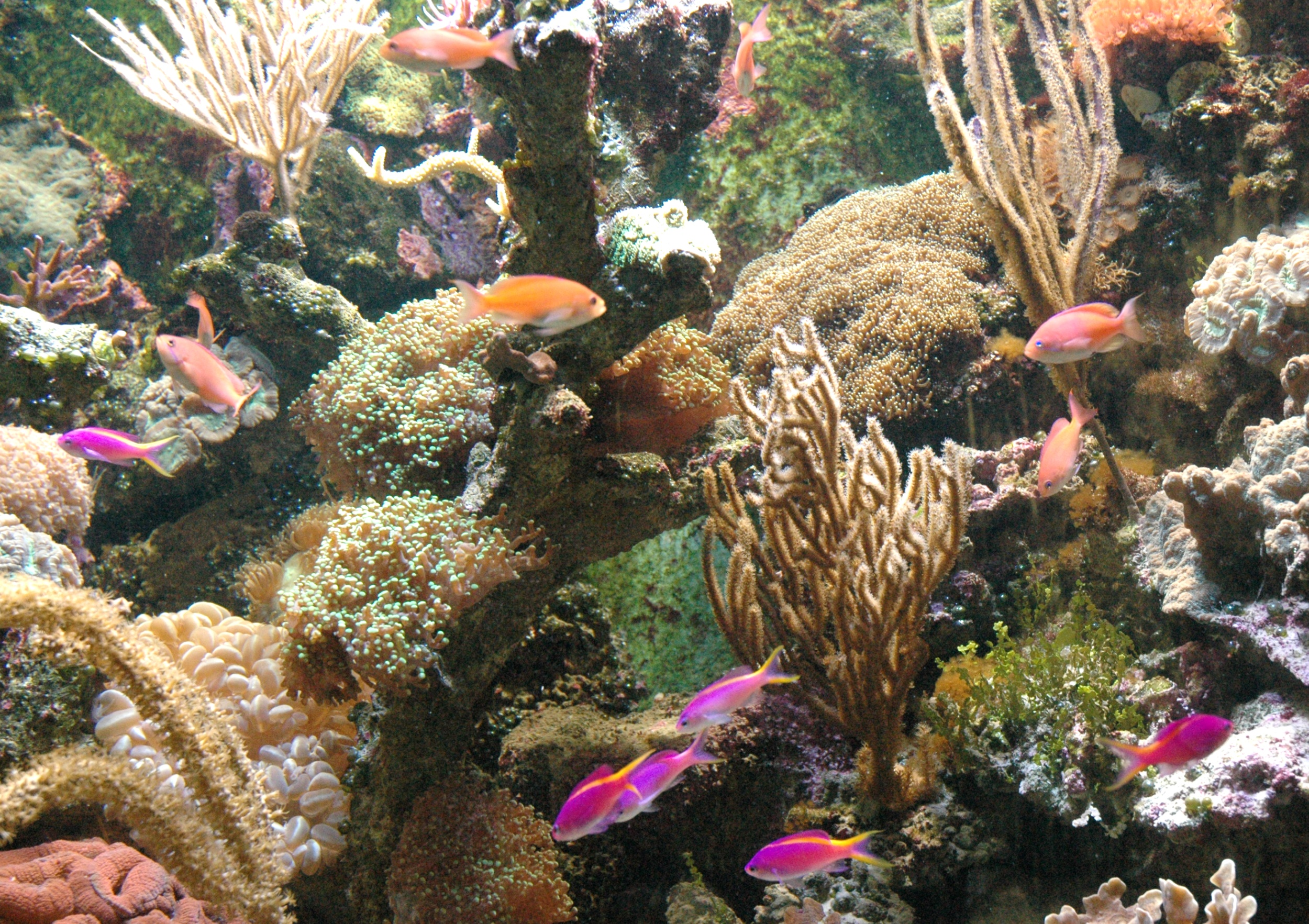
Mořské akvárium

Na počátku 50. let 20. století ve Smetanových sadech ve středu Olomouce existoval provizorní zookoutek, v němž byli umístěni jeleni, srnci, pávi, andulky a bažanti. Pro velký zájem veřejnosti tehdejší Krajský národní výbor pověřil odbor přírodních věd Krajského vlastivědného muzea v Olomouci rozšířením zookoutku. Bylo vypracováno několik studií o možnostech zřízení zoologické zahrady v Olomouci. V roce 1952 Biologická společnost Olomouc ustanovila Přípravný výbor pro zřízení zoologické zahrady Olomouc a z více zvažovaných variant umístění (centrum města, okolí hejčínského cukrovaru) byla vybrána oblast na Svatém Kopečku. 31. března 1952 Krajský národní výbor udělil souhlas ke zřízení zoologické zahrady. Od května 1952 probíhaly přípravné práce v areálu budoucí zoologické zahrady – těžba lesního porostu, budování cest, stavba oplocení, jednotlivých objektů a budov.
Zoologická zahrada byla slavnostně otevřena 3. června 1956, zpočátku zde byla chována především domácí zvířata a zástupci české i evropské fauny. V roce 1958 už byla v zahradě umístěna i exotická zvířata (např. opice, mývali, lamy, psi dingo, velbloudi, dikobrazi, papoušci a kočkovité šelmy), což zvýšilo její návštěvnost. V 60. letech byly budovány další výběhy a významné stavby - pavilon kočkovitých šelem, vivárium, výběhy jelenů, vlků i technické zázemí zahrady (dílny, garáže a sklady). V 70. letech byla postavena rozhledna a obří voliéra dravců. V druhé polovině této dekády byl rozšířen pavilon šelem, kde vznikla kolekce akvárií a terárií a bylo také dokončeno zimoviště africké zvěře, kde se započalo s chovem velkých afrických kopytníků, kteří byli získáni převážně ze zoologické zahrady ve Dvoře Králové nad Labem. V 80. letech se dále pokračovalo v budování nových výběhů a expozic. V 90. letech byl dokončen pavilon žiraf, dostavěla se druhá obří voliéra a byl zrekonstruován pavilon šelem a opic. V této době se také započalo s mořskou akvaristikou a bylo vybudováno akvárium pro žraloky o objemu 17 000 litrů. Návštěvnost zoologické zahrady překonala v roce 1988 hranici nejprve 300 000 osob a v roce 1999 i 400 000 osob ročně, i v současné době se pohybuje v tomto rozmezí.
Po roce 2000 byl vybudován pavilon netopýrů, průchozí výběh pro makaky červenolící, vzniklo obří akvárium pro žraloky o objemu 42 000 litrů a byla provedena přestavba pavilonu hyen na jihoamerický pavilon. V roce 2010 byla otevřena společná expozice vlků arktických a medvědů baribalů. Rok 2012 přinesl otevření chovného centra pro lemury kata, jehož součástí je i nový vstup do zoo s mořským akváriem. V roce 2013 byl zpřístupněn pavilon levhartů mandžuských a 30. července téhož roku pak byla otevřena první část safari v Zoo Olomouc – safari Euroasie. Následovaly etapy safari Afrika (2015), safari Amerika (2020) a celý projekt safari byl dokončen zprovozněním etap Austrálie a Arktida v roce 2023. V květnu 2018 byl otevřen pavilon Kalahari, věnovaný především fauně jižní Afriky.

## Ochrana přírody
Zoo Olomouc se podílí na ochraně přírody ex situ i in situ.

Zoo je hlavním partnerem záchranného programu The Kukang Rescue Program. Jedná se o česko-indonéský záchranný in situ program působící v Indonésii v provincii Severní Sumatra, který vznikl v roce 2014 z iniciativy českých ochránců přírody Lucie Čižmářové (ze Zoo Olomouc) a Františka Příbrského (ze Zoo Ostrava). Program vznikl primárně z důvodu snahy o ochranu outloňů váhavých (Nycticebus coucang) a outloňů sumaterských (Nycticebus hilleri). Na záchranném programu se podílí tým zoologů a ochránců přírody. Věnuje se však také vzdělávání a podpoře místních komunit.

## Chovatelské úspěchy
Z chovatelského hlediska Zoo Olomouc patří k největším chovatelům oryxů jihoafrických v Evropě a také vede plemennou knihu kozorožců kavkazských, kterých ve volné přírodě žije již jen několik tisíc. Jako jediná v ČR množí lvy berberské a neméně se jí daří v odchovu obou druhů mravenečníků. Podařilo se zde odchovat více než padesát mláďat žiraf Rothschildových, největším úspěchem chovu tohoto druhu byl odchov dvojčat v roce 1999. Z dalších úspěšně chovaných druhů lze jmenovat lvíčky zlaté, tři druhy gibonů, lemury, hrošíky liberijské, medvědy malajské, lvy berberské, vlky, fenky, celou řadu malých koček, zoborožce kaferské, plameňáky, jeřáby, orly stepní či krokodýly čelnaté. Od roku 2001 se zde chová kriticky ohrožený levhart mandžuský, k 1. 4. 2025 se zde narodilo 12 mláďat. Také se jedná o jedinou českou zoo, kde dochází k páření daňků mezopotámských, k 28. 6. 2024 se zde narodilo celkem 8 mláďat.

## Zajímavosti zoo
Mořská akvária s korálovými útesy a mnoha druhy ryb a dalších mořských živočichů se nacházejí uvnitř pavilonu šelem. Největší nádrž určená pro žraloky má obsah 42 000 litrů, menší nádrž o obsahu 17 000 litrů je zase domovem rejnoka siby atlantské. V průchozím výběhu klokanů návštěvníci mohou sledovat zvířata z bezprostřední blízkosti. Podobně je řešen také pavilon netopýrů, kde návštěvníkům nad hlavami volně létají velmi vzácní kaloni rodriguezští, v přírodě ohrožení vyhubením. Dvě obří voliéry s velmi specifickou konstrukcí jsou domovem mnoha druhů ptáků a umožňují jim volný prolet, větší z voliér má průměr 45 metrů a výšku až 15 metrů. Výběhy medvědů a vlků jsou situovány do členitého kopcovitého terénu se vzrostlým lesem a potůčkem, který připomíná původní domovinu těchto šelem v Severní Americe. V roce 2013 došlo k otevření prvního safari na Moravě, konkrétně jeho euroasijské části. Zvířata získala podstatně větší prostor, současně se jim vytvořilo prostředí co nejvíce podobné přírodě. Euroasii budou následovat Severní Amerika, Afrika, Austrálie a Arktida, a s nimi vlci, sobi, klokani, žirafy, přímorožci a mnoho dalších. V témže roce vznikl rozlehlý pavilon levhartů mandžuských.

## Vyhlídková věž
Zoo Olomouc mimo jiné nabízí prohlídku 32 metrů vysoké vyhlídkové věže, z níž lze pozorovat nejen zvířata v zoo, ale i Olomouc a její okolí včetně nedaleké baziliky Navštívení Panny Marie na Svatém Kopečku a za jasného počasí i nejvyšší horu Jeseníků – Praděd. Stavba byla zahájena v roce 1972 a rozhledna byla zpřístupněna v roce 1974, horní plošina je umístěna ve výšce přes 29 m a vede na ni 128 schodů.

## Významné pavilony a stavby
- Zimoviště africké zvěře, pavilon žiraf a terárium
- Pavilon šelem a mořská akvária
- Pavilon opic
- Pavilon netopýrů
- Jihoamerický pavilon
- Pavilon levhartů mandžuských
- Africký pavilon Kalahari
- Chovné centrum lemurů kata a vstup do zoo
- Společný výběh medvědů a vlků
- Safari Afrika
- Safari Austrálie
- Safari Arktida
- Safari Euroasie
- Safari Amerika
- Výběhy gepardů
- Výběhy rysů
- Průchozí výběh klokanů
- Výběhy pro soby a pižmoně
- Obří voliéry

## Návštěvnost
Zoologická zahrada Olomouc je z hlediska počtu návštěvníků nejnavštěvovanějším místem v Olomouckém kraji. Zoologickou zahradu do konce roku 2013 navštívilo 13 815 914 osob, o deset let později na konci roku 2023 to bylo již 17 292 888 osob.
| Rok  | Počet návštěvníků |
| ---- | ----------------- |
| 1956 | 58 276            |
| 1960 | 70 155            |
| 1965 | 142 894           |
| 1970 | 148 370           |
| 1975 | 176 278           |
| 1980 | 204 720           |
| 1985 | 211 116           |
| 1990 | 279 371           |
| 1995 | 265 530           |
| 1996 | 296 010           |
| 1997 | 255 770           |
| 1998 | 300 150           |
| 1999 | 401 120           |
| 2000 | 358 051           |
| 2001 | 329 000           |
| 2002 | 407 586           |
| 2003 | 407 901           |
| 2004 | 374 508           |
| 2005 | 397 052           |
| 2006 | 360 333           |
| 2007 | 390 054           |
| 2008 | 356 311           |
| 2009 | 376 005           |
| 2010 | 368 543           |
| 2011 | 373 199           |
| 2012 | 365 897           |
| 2013 | 321 162           |
| 2014 | 356 909           |
| 2015 | 325 733           |
| 2016 | 339 506           |
| 2017 | 339 162           |
| 2018 | 357 221           |
| 2019 | 348 209           |
| 2020 | 293 457           |
| 2021 | 367 248           |
| 2022 | 367 711           |
| 2023 | 381 818           |
| 2024 | 377 359           |

## Počty chovaných zvířat
| Rok         | 1956 | 1960 | 1965 | 1970 | 1975 | 1980 | 1985 | 1990 | 1995 | 2000 | 2005 | 2010 | 2011 | 2012 | 2013 | 2014 | 2015 | 2016 | 2017 | 2018 | 2019 | 2020 | 2021 | 2022 | 2023 | 2024 |
| Počet druhů | 48   | 53   | 95   | 118  | 138  | 129  | 201  | 191  | 206  | 289  | 378  | 349  | 344  | 354  | 368  | 377  | 393  | 397  | 400  | 409  | 408  | 412  | 393  | 386  | 387  | 380  |
| Počet kusů  | 81   | 162  | 424  | 540  | 684  | 1586 | 1173 | 1443 | 1032 | 1189 | 1794 | 1725 | 1726 | 1861 | 1785 | 1733 | 1847 | 1811 | 1924 | 1898 | 1739 | 1737 | 1720 | 1591 | 1828 | 1794 |

## Ředitelé Zoo Olomouc[1]
| 1956–1959             | 1959–1974            | 1974–1985         | 1985–2007              | od roku 2008           |
| RNDr. Václav Roubíček | Ing. Jaroslav Rychlý | Antonín Procházka | Ing. Zdeněk Slavotínek | Dr. Ing. Radomír Habáň |

## Fotogalerie

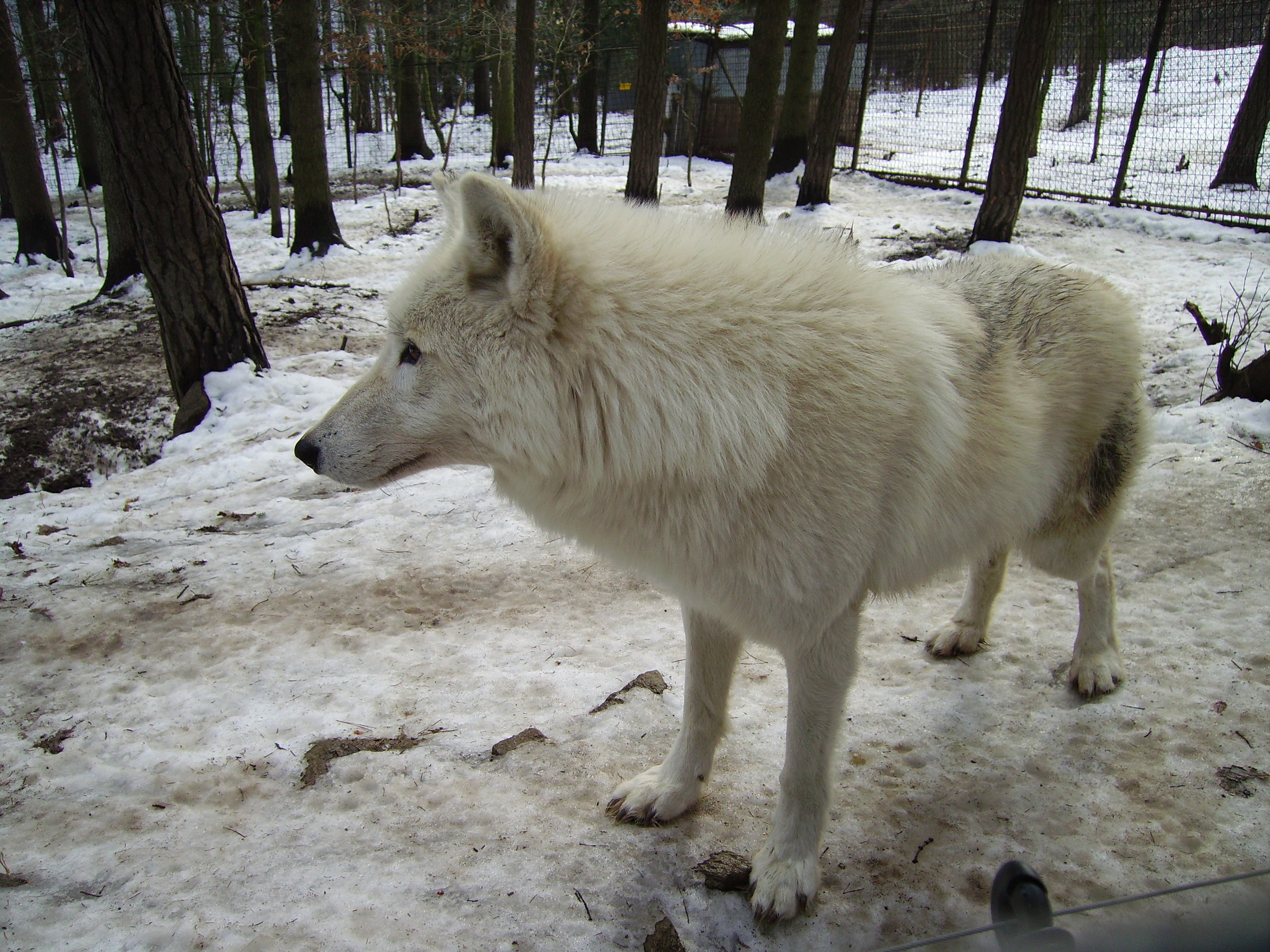
Vlk arktický
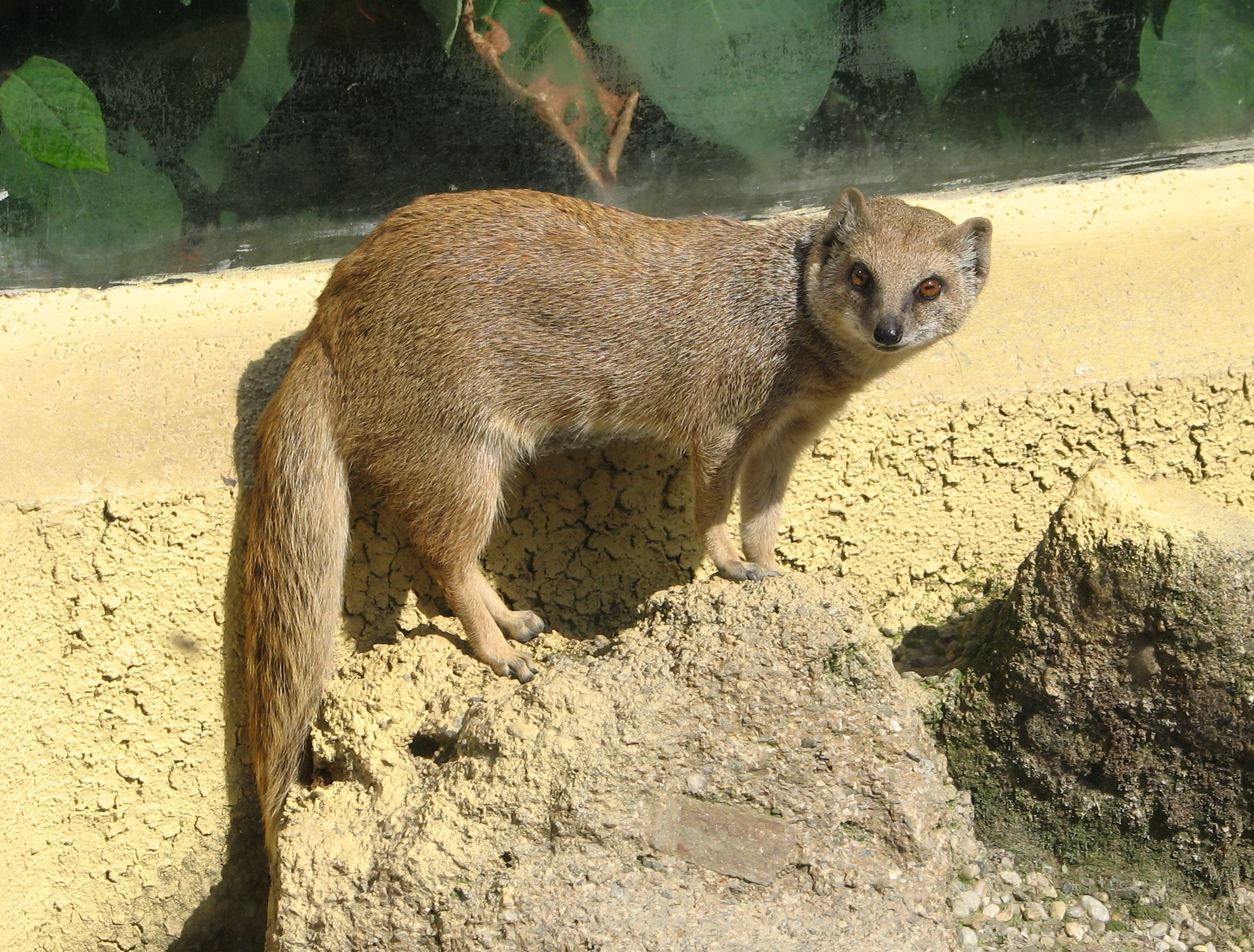
Mangusta liščí
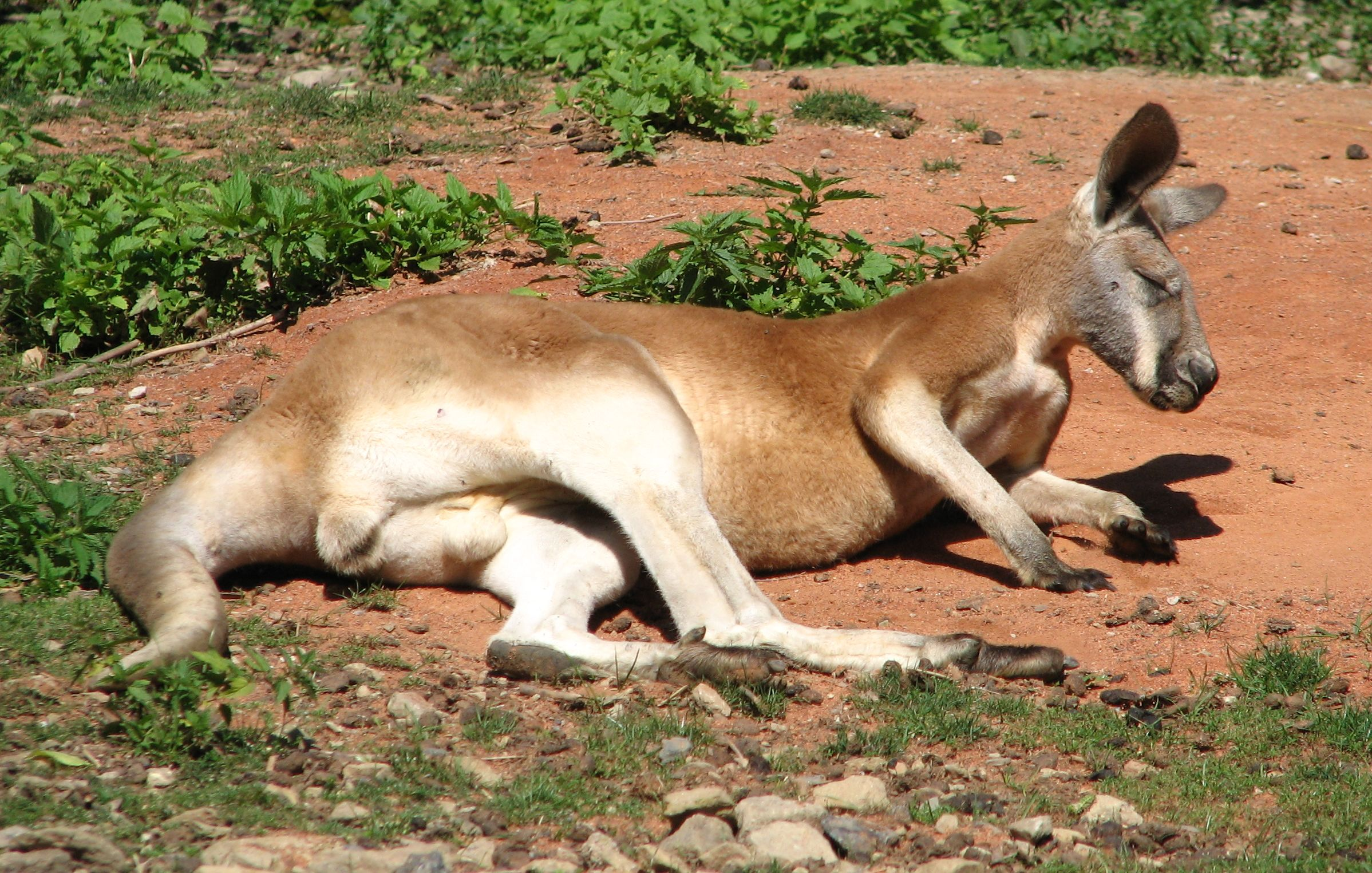
Klokan rudý
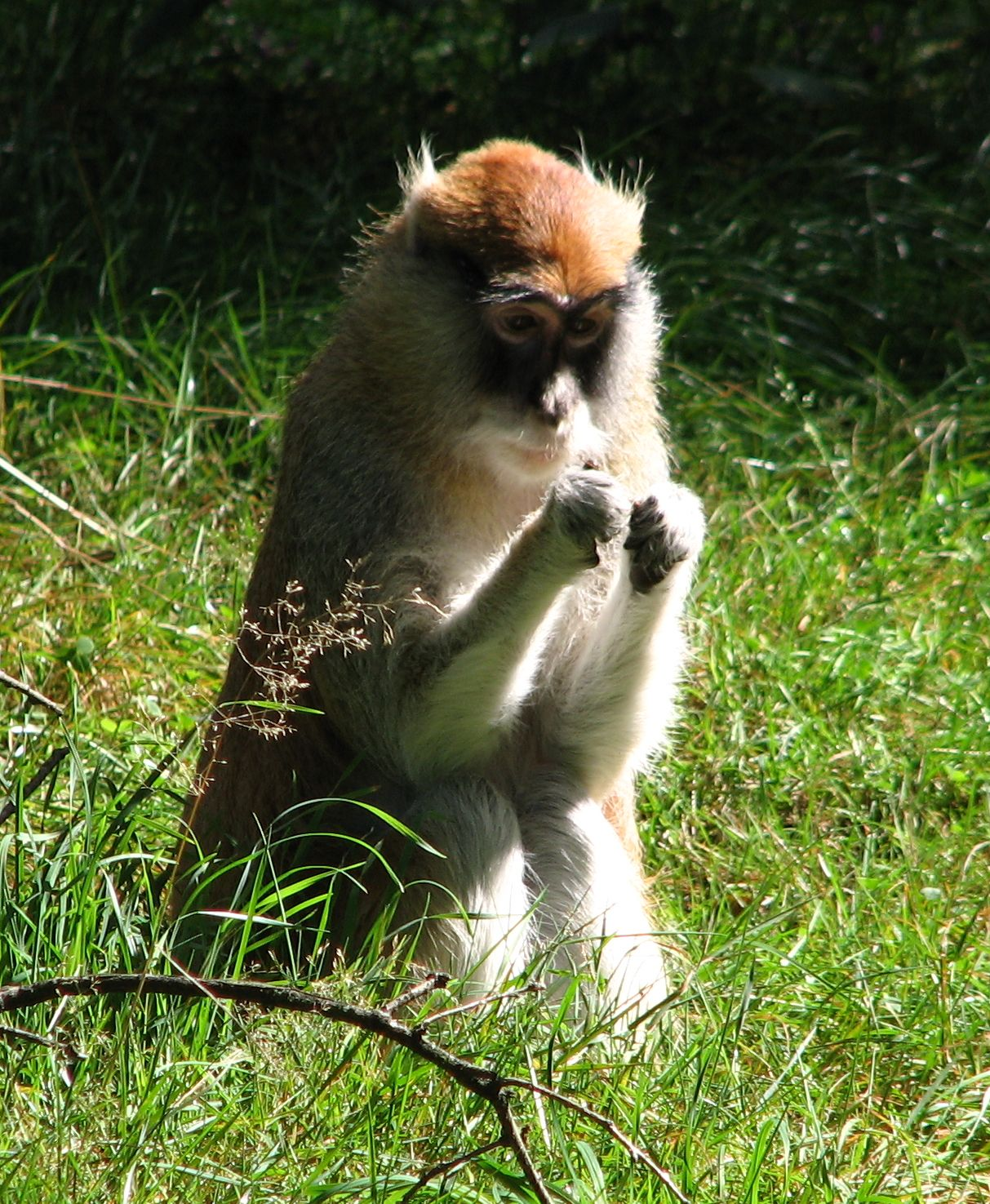
Kočkodan husarský
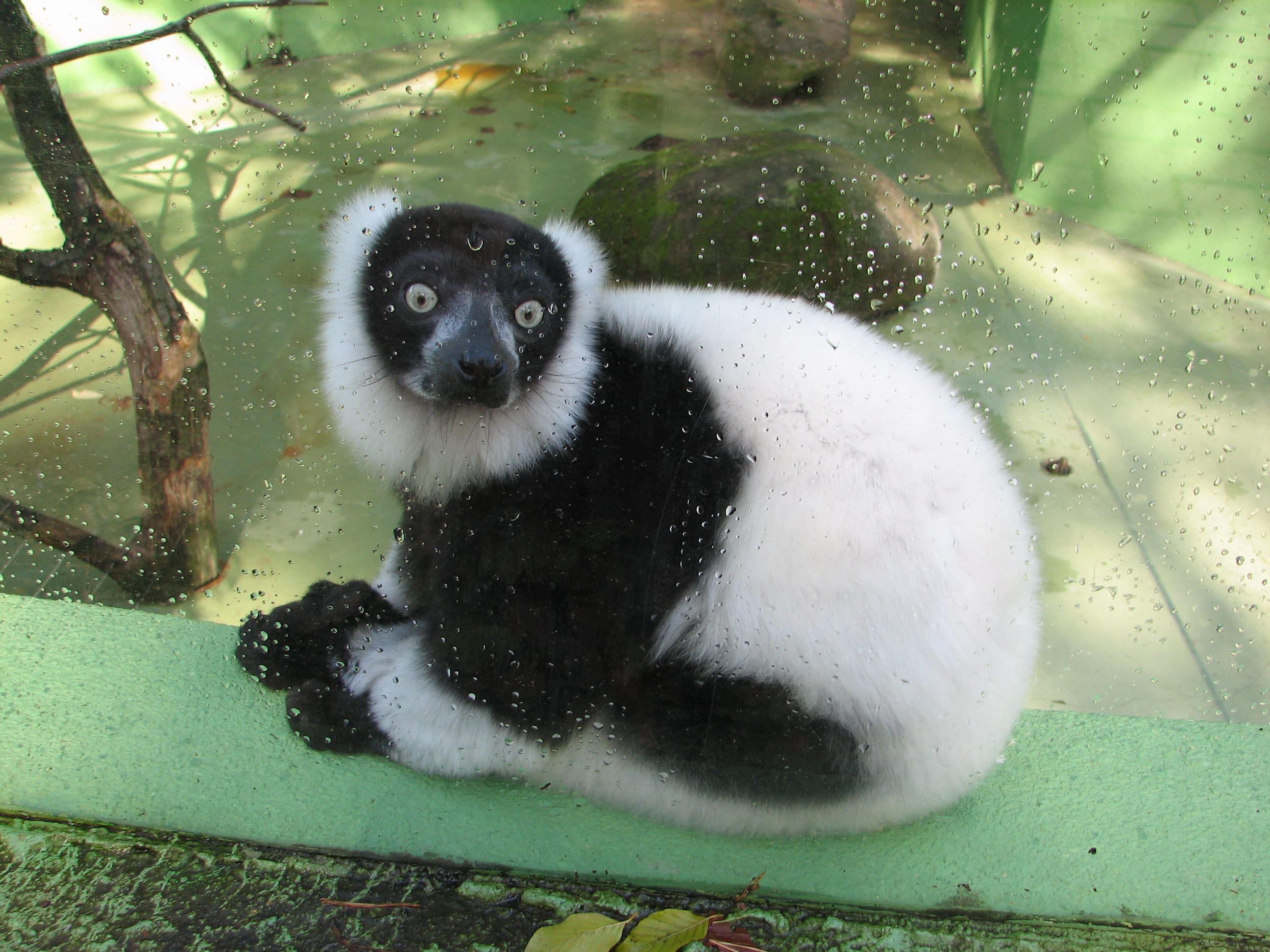
Vari černobílý
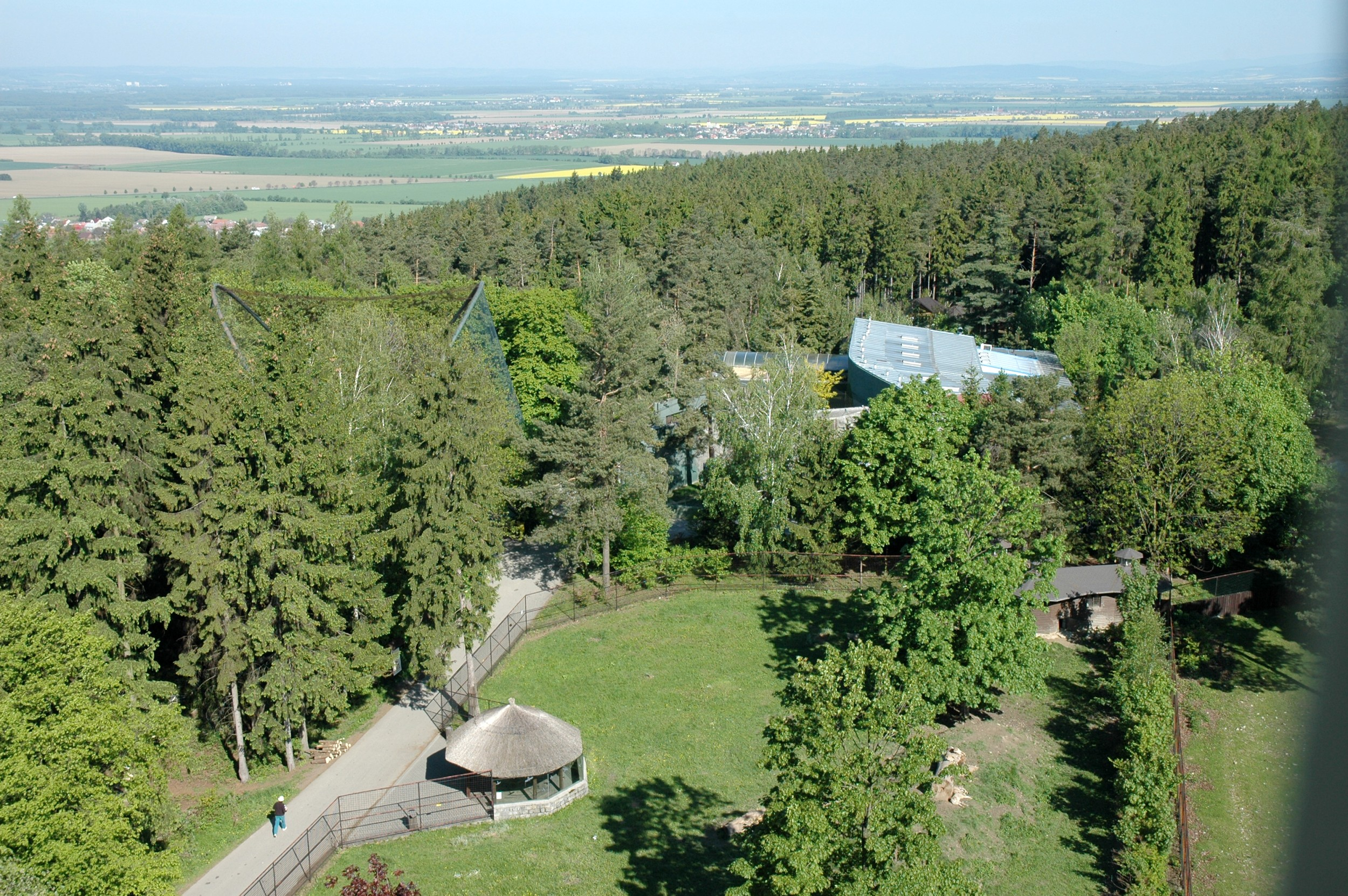
Pohled z vyhlídkové věže
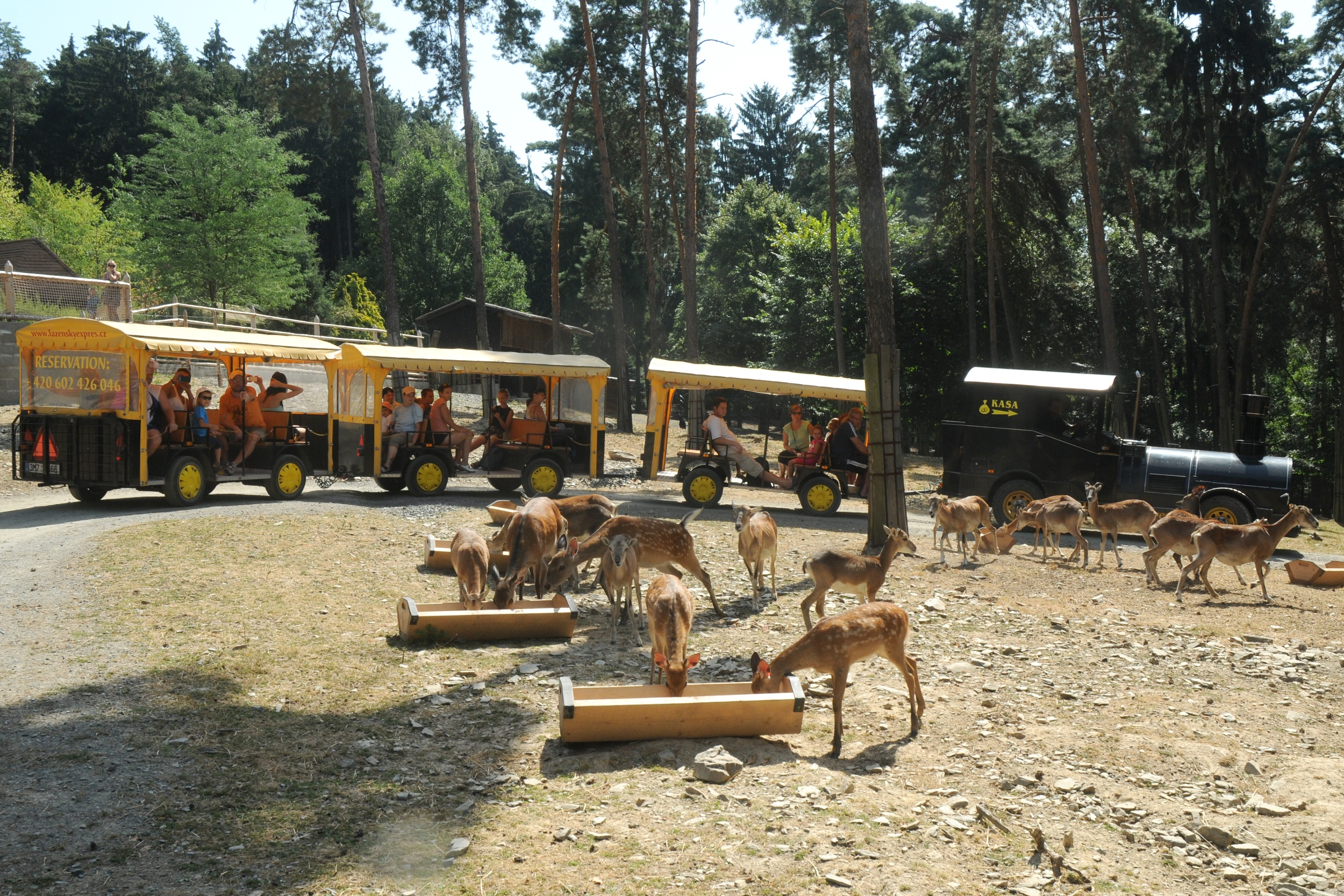
Safari Euroasie
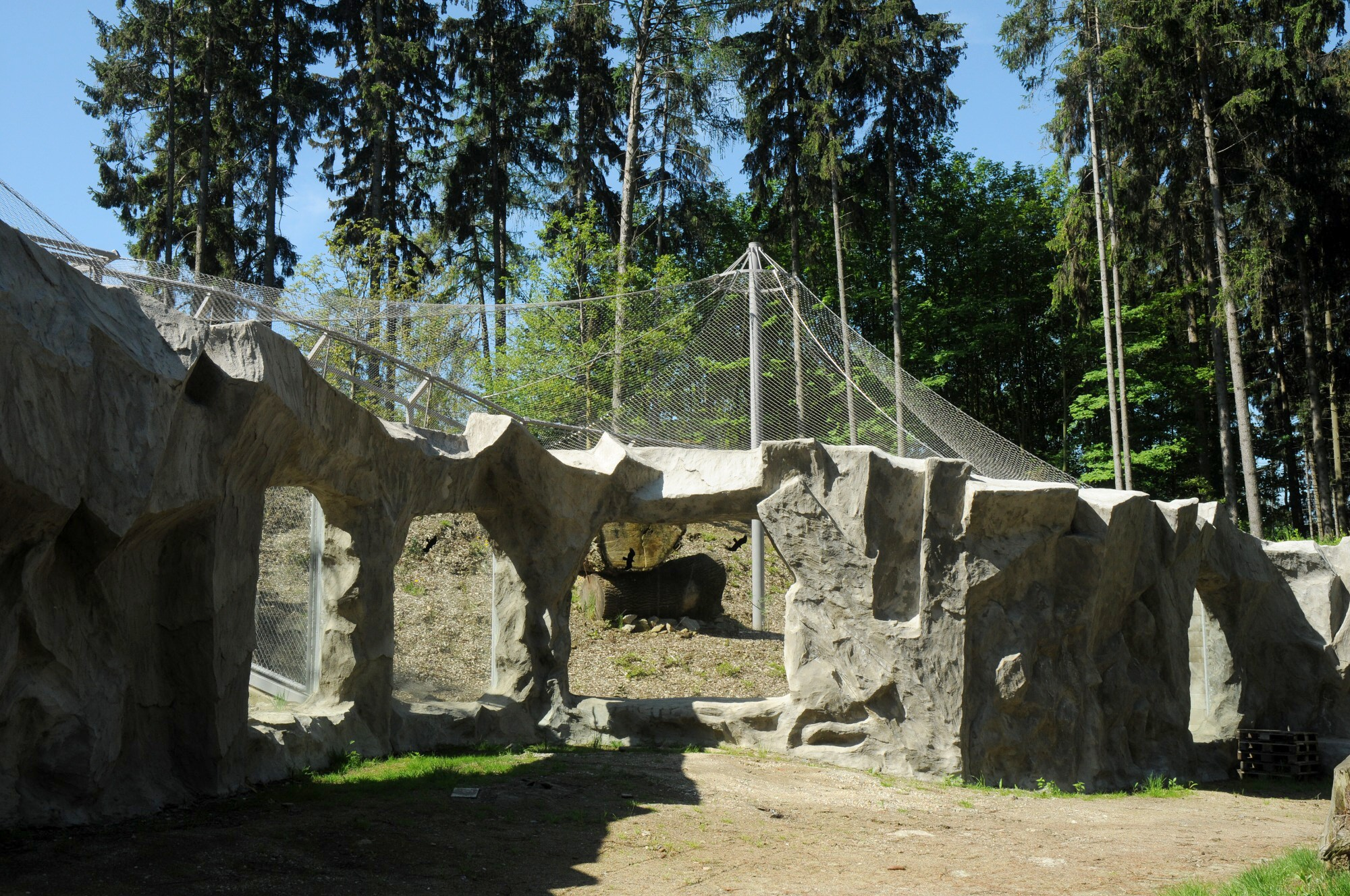
Pavilon levhartů mandžuských
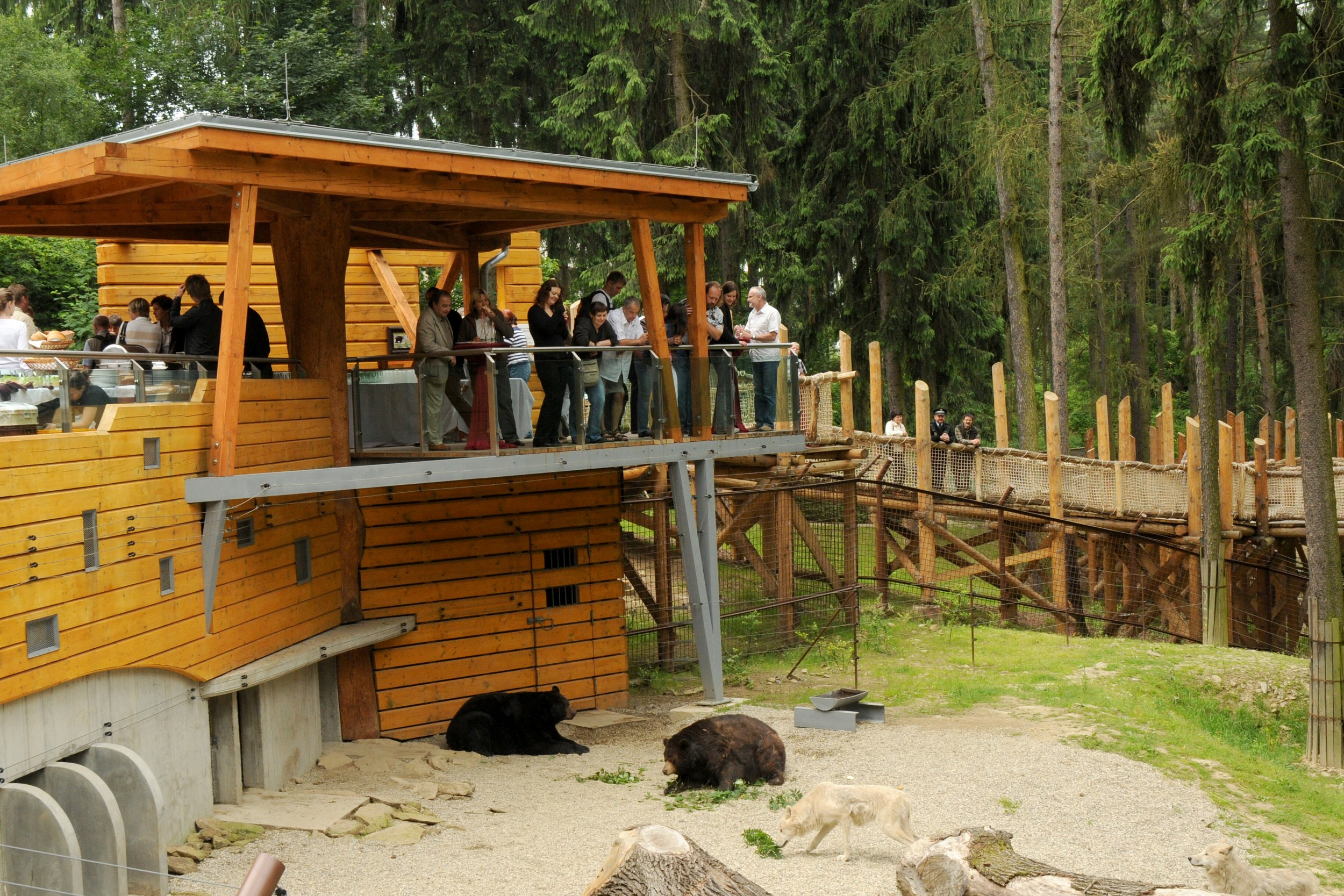
Společný výběh medvědů a vlků